# Pollenia norwegiana
Pollenia norwegiana är en tvåvingeart som beskrevs av Andy Z. Lehrer 2007. Pollenia norwegiana ingår i släktet vindsflugor, och familjen spyflugor.
Artens utbredningsområde är Norge. Inga underarter finns listade i Catalogue of Life.